# 남용익
남용익(南龍翼, 1628년 ~ 1692년)은 조선 후기의 문신으로, 본관은 의령, 호는 호곡(壺谷), 자는 운경(雲卿), 시호는 문헌(文憲)이다. 숙종 때 서인의 핵심인물이었다.

## 생애
효종 때인 1650년, 문과에 급제하여 설서가 되고 1651년, 정언으로 임명된다. 이후 지평, 부수찬, 부교리를 거쳐서 수찬, 교리를 하다가 종사관으로 부교리를 겸했고 이후에는 수찬과 교리를 하다가 1657년에 승지가 되며 당상관이 되었고 현종 즉위 후 우부승지, 좌부승지, 우승지, 좌승지를 하며 참찬관을 겸했고 이후 1661년에는 도승지가 된다. 이후 부제조를 하다가 다시 도승지와 대사간을 한 뒤에 한성부우윤, 동지의금부사를 했고 도승지로써 승문원제조를 겸하다가 계속 도승지와 대사간을 하고, 1663년에 예조참판으로 승진한다. 이후 다시 도승지를 하다가 병조참판이 되고 곧 다시 대사간을 거쳐 도승지로 임명된다. 이후 병조참판, 대사간, 형조참판을 거쳐 다시 도승지로 임명되고 곧 대사간을 하다가 다시 형조참판이 되고 곧 도승지로 임명된다. 이후 경기도관찰사로 외직에 나갔다가 한성부우윤으로 돌아왔고 대사간을 거쳐서 예조참판으로써 부제조를 겸했고 대사성을 하다가 다시 예조참판이 되었다. 이후 도승지를 다시 하다가 형조참판으로 임명되고 한성부우윤을 거쳐 예조참판으로 다시 임명된다. 이후 한성부좌윤, 대사간, 형조참판을 거쳐 경상도관찰사를 하며 외직으로 다시 나가있다가 1668년, 공조참판이 되고 예조참판, 동지의금부사, 대사간, 도승지 등을 두루 거쳐서 다시 예조참판과 대사간을 했고 도승지와 병조참판을 하다가 다시 경기도관찰사를 맡으며 외직으로 나갔다. 그러다가 병조참판, 대사간을 거쳐 호조참판으로 관상감제조를 겸했고 1671년, 형조판서가 되며 정경의 반열에 올랐고 홍문관제학과 공조판서를 하며 서인의 핵심 인물로 성장한다. 이후 형조판서와 공조판서, 대사헌을 하게 되지만 남인 집권 이후 실각하여 개성유수라는 외직으로 내려가 있었다. 하지만 형조판서로 복귀했고 경신환국 이후 지중추부사가 되었다. 이후 원접사로 청나라에 다녀왔고 다시 형조판서에 임명된다. 이후 한성부판윤과 예조판서를 거쳐서 좌참찬이 되고 판의금부사도 겸한다. 이후 예문관제학을 거쳐서 형조판서를 하다가 다시 지중추부사가 되고 예조판서와 대제학을 거쳐 판의금부사로 지성균관사를 겸했으며 예조판서, 대제학을 지내다가 이조판서까지 승진한다. 이후 다시 대제학을 거쳐 지중추부사로 물러나지만 기사환국으로 유배를 떠나고 1692년, 배소에서 사망한다. 1694년, 갑술환국 이후에 복권되었다.